# Iosafat Snagoveanul
Iosafat Snagoveanul (nume la naștere Ion Vărbileanu; n. 22 aprilie 1797 – 3 noiembrie 1872, Paris), de etnie rromă, a fost arhimandrit în Biserica Ortodoxă Română. La 22 noiembrie 1853 a întemeiat prima capelă ortodoxă română din Paris. A fost membru al guvernului provizoriu din timpul Revoluției de la 1848 din Țara Românească.